# Leucania inornata
Leucania inornata là một loài bướm đêm trong họ Noctuidae.